# Dondukovo, Montana
Dondukovo (în bulgară Дондуково) este un sat în comuna Brusarți, regiunea Montana,  Bulgaria. 

## Demografie
Componența etnică a satului Dondukovo
     Nicio identificare (1,53%)
     Romi (4,59%)
     Bulgari (93,87%)
     Turci (0%)
La recensământul din 2011, populația satului Dondukovo era de 392 locuitori. Din punct de vedere etnic, majoritatea locuitorilor (93,87%) erau bulgari, cu o minoritate de romi (4,59%). Pentru 1,53% din locuitori nu este cunoscută apartenența etnică.